# Sumgin Buttress
Sumgin Buttress (englisch) ist ein markantes und rund 1100 m hohes Felsmassiv im ostantarktischen Coatsland. Es ragt rund 4 km südwestlich der Charpentier-Pyramide an der Westseite der Herbert Mountains in der Shackleton Range auf.
Die United States Navy fotografierte es 1967 aus der Luft. Der British Antarctic Survey nahm zwischen 1968 und 1971 eine Vermessung des Gebiets vor. Das UK Antarctic Place-Names Committee benannte es 1971 nach dem russischen Geologen Michail Iwanowitsch Sumgin (1873–1942), einem Pionier der Erforschung des Permafrostbodens.